# クイツェオ・デル・ポルベニル
クイツェオ・デル・ポルベニル（Cuitzeo del Porvenir）
は、メキシコのミチョアカン州にある自治体。単にクイツェオ（Cuitzeo）と呼ばれることも多い。町は16世紀創建の修道院の門前町である。プエブロ・マヒコ選出。